# Lupinus chachas
Lupinus chachas är en ärtväxtart som beskrevs av Charles Piper Smith. Lupinus chachas ingår i släktet lupiner, och familjen ärtväxter. Inga underarter finns listade i Catalogue of Life.